# Marinus Segov

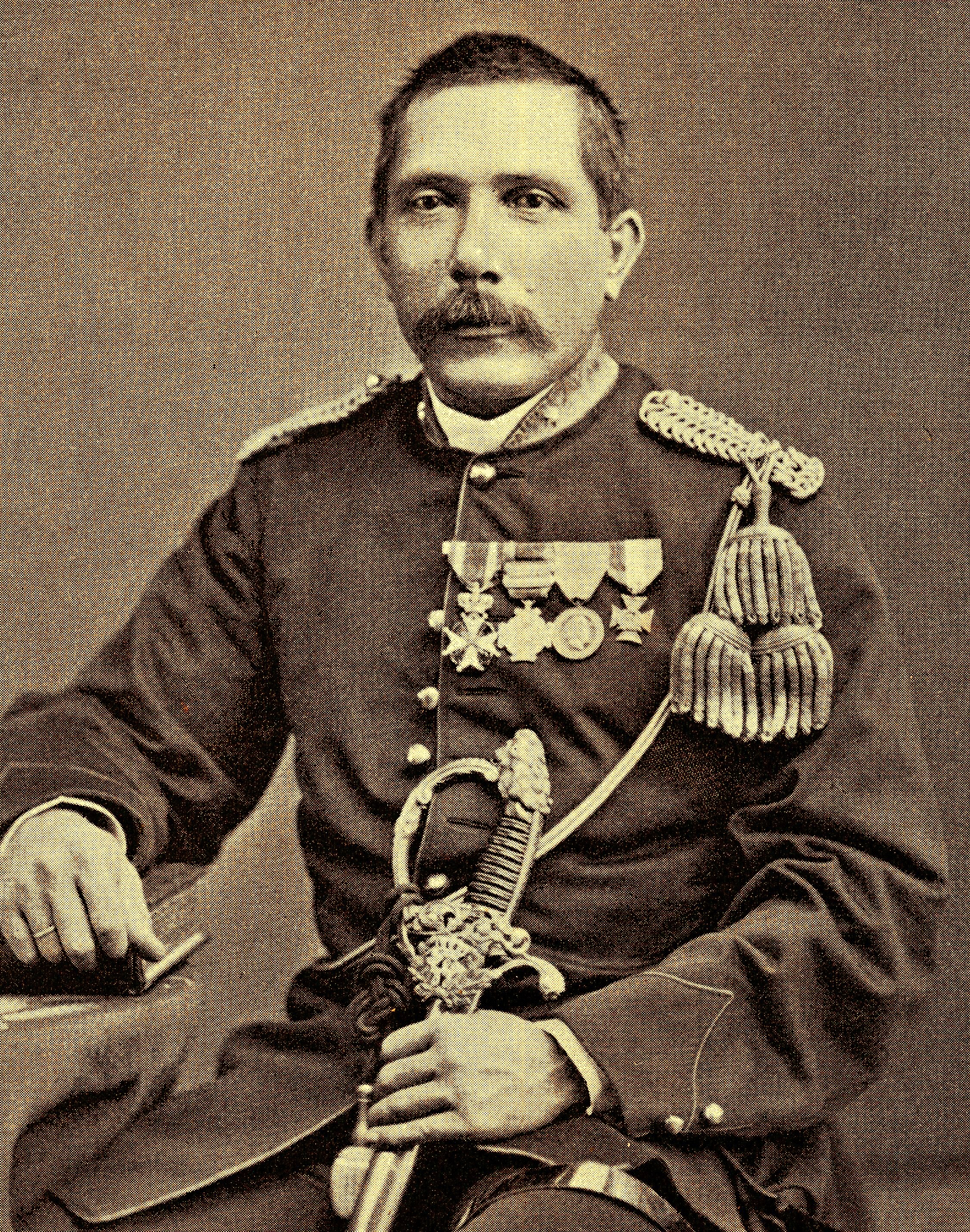
Marinus Segov

Marinus Segov (Soerabaja, 25 februari 1841 - Den Haag, 7 juli 1923) was een Nederlandse generaal, ridder, officier en commandeur in de Militaire Willems-Orde, commandeur in de Orde van de Witte Olifant, enz.

## Loopbaan
Segov volgde de Koninklijke Militaire Academie en werd in 1861 benoemd tot tweede luitenant bij het Indische leger. Hij nam vervolgens deel aan diverse militaire expedities, zoals die in de de Zuidelijke- en Oostelijke Afdeling van Borneo, aan de tweede expeditie naar Atjeh en aan talloze krijgsverrichtingen in dat gewest. In 1894, bij de tweede expeditie naar Lombok, was hij tweede bevelhebber. Tijdens de strijd nam Segov het commando van de troepen op het eiland over van generaal-majoor Van Ham, die gesneuveld was. Na afloop van de expeditie werd Segov benoemd tot commandant der Tweede Militaire Afdeling van het Departement van Oorlog en was hij tijdelijk legercommandant van het Nederlands Indisch Leger.
Voor zijn moedig beleid tijdens de tweede Atjeh-expeditie, als  adjunct van de chef van de algemene staf, kolonel der infanterie de Neve, verkreeg Segov bij Koninklijk Besluit van 6 oktober 1874 het ridderkruis der Militaire Willems-Orde. Hij verkreeg bij Koninklijk Besluit van 24 maart 1877 de Eresabel voor zijn werkzaamheden in het vervolg van de Atjeh-oorlog. In de rang van majoor werd Segov (bij Koninklijk Besluit van 8 december 1883), weer voor verdiensten gedurende de Atjeh-oorlog, bevorderd tot officier in de Militaire Willems-Orde. Het commandeurschap der Orde verkreeg Segov in april 1895 voor zijn leiderschap gedurende de Lombok-expeditie.

## Staat van dienst
- 1861 - Tweede luitenant
- 1866 - Eerste luitenant
- 1874 - Kapitein
- 1882 - Majoor
- 1886 - Luitenant-kolonel
- 1892 - Kolonel
- 1894 - Generaal-majoor
- 1897 - gepensioneerd en uit dienst
- 1909 - Luitenant-generaal titulair